# Bagé, Rio Grande do Sul
Bagé är en stad och kommunen i södra Brasilien och ligger i delstaten Rio Grande do Sul. Stadens befolkning uppgick år 2010 till cirka 98 000 invånare.

## Administrativ indelning
Kommunen var år 2010 indelad i fem distrikt:
- Bagé
- Joca Tavares
- José Otávio
- Palmas
- Piraí